# Libüé
Libüé (görögül: Λιβύη) a görög mitológiában Epaphosz és Memphisz leánya, az Egyiptomtól nyugatra fekvő Líbia névadója. Libüé Poszeidóntól szülte az Agénór és Bélosz ikerpárt, Fönícia, illetve Egyiptom későbbi királyát.